# DFD 그룹
DFD 그룹은 수제화 사업을 전개하는 대한민국의 기업으로 2017년 'DFD LIFE. CULTURE'로 사명을 바꾸고 카페, 힐링파크로 사업영역을 넓혔다. 의(衣), 식(食), 주(住), 휴(休), 미(美), 락(樂)의 조화로운 삶을 위해 라이프 스타일과 문화를 제안하는 기업체를 표방하고 있다.구두 브랜드로 SODA, SHOESPA, MANAS, THE FLEXX, DAKS SHOES 등이 있다. 라이프 스타일 사업으로는 복합 문화 공간인 9 BLOCK, 레져 사업으로는 THE STAY AND HEALING PARK와 THE STAR HUE CC 등이 있다.

## FASHION 브랜드

#### 수제화 브랜드
- SODA

```
세련미와 착용감이 뛰어난 소다는 트렌디함과 컨템포러리한 디자인과 함께 고퀄리티 품질을 자랑하는 브랜드.
```

- SHOE SPA

```
유러피안 컨템포러리 컨셉으로 미니멀한 디자인과 슈스파가 엄선한 수입브랜드의 라인업으로 구성된 브랜드.
```

- MANAS

```
편안함과 스타일리쉬함이 조화를 이룬 빈티지스타일의 영캐주얼 슈즈 코지시크를 제안하는 젊은 감성과 이태리 감성의 조화를 이룬 유러피안 빈티지 스타일 슈즈 브랜드.
```

- FLEXX

```
완벽한 착화감과 현대적인 디자인의 플렉서블함을 자랑하는 플렉스는 이태리감성의 컴포트 캐주얼 슈즈 브랜드.
```

- DAKS SHOES

```
정통 유러피안 스타일의 감각이 살아 숨쉬는 닥스는 1894년 영국 런던에서 시작되어 120년의 역사를 지닌 영국의 가장 대표적인 브랜드.
```

## LIFE & LEISURE 사업
- THE STAY HEALING PARK

```
가평 보리산에 위치한 힐링 테마 파크로서 방갈로, 펜션, 글램핑 등의 숙박 시설을 갖추고 있다. 골프, 수영, 피트니스 등 액티비티 시설을 이용할 수 있으며 각종 전시회와 테라피, 자연과 함께할 수 있도록 꾸며놓은 산책로 등 힐링에 필요한 요소들까지 한번에 즐길 수 있도록 시설이 갖춰져 있다.
```

- THE STAR HUE

```
골프와 산림욕에 강점을 둔 리조트 입니다. 대한민국 10대 골프장에 선정되었고, MBN 골프대회 개최되었었다. 스포츠와 문화를 접목시킨 SNC 행사 등 품격있는 이벤트를 기획 및 운영하고 있다.
```

## F&B 사업
- 9 BLOCK
- KITCHEN
- BAKERY
- FOOD TRUCK

## CULTURE
- CONCERT
- TIME MACHINE
- ART SPACE
- HOTEL COFFEE TREE

## EDUCATION 사업
- SEGEURU FOUNDATION

## 회사 연혁
- 2017, 더스테이힐링파크 론칭(가평 오픈) The Staying Healing Park Lunched (Gapyeong Opened)
- 2015, 나인블럭 론칭(1호점 오픈) 9BLOCK Lunched (1st Shop Opened)
- 2014, 슈스파 론칭 Shoespa Launched/더플렉스 론칭 The FLEXX Launched
- 2009, 마나스 론칭 MANAS Lunched
- 2008, DFD디자인센터 신설 Built in DFD Design Center in Gyeonggi Province
- 2007, ㈜디에프디인터내셔날 설립 DFD International Co., Ltd established (Outlet Division, On-line Division)
- 2006, DFD패션그룹 E-SHOP 오픈 DFD Fashion Group established/㈜피앤비인터내셔날 설립 P&B International Co., Ltd established
- 2005, DFD패션그룹 출범 DFD Fashion Group established
- 2003, 밀라숀 론칭 Mila schon Launched
- 1999, ㈜에스디인터내셔날 설립 SD International Co., Ltd established (DAKS SHOES)
- 1998, 남사공장 신설 Built in Namsa plant in Gyeonggi Province
- 1993, 기흥공장 신설 Built in Giheung plant in Gyeonggi Province
- 1989, ㈜에스엠 제혁 설립 SM leather Co., Ltd established
- 1976, 밀라노 제화 설립 MILANO SHOES Co. established